# 347016 Haydnhuntley
347016 Haydnhuntley este o planetă minoră (asteroid), cu un diametru de 2,324 km, din centura de asteroizi. A fost descoperită pe 16 februarie 2010 la Haleakalā Observatory⁠(d) de . 
Obiectul prezintă o orbită caracterizată de o semiaxă mare de 2,5553080782643 UAi, o excentricitate de 0,10270693851417, o înclinație de 14,645265796551 ° în raport cu ecliptica.